# Cercle circonscrit
En géométrie, un cercle circonscrit à un polygone est un cercle qui passe par tous les sommets du polygone. Le polygone est alors dit inscrit dans le cercle : on parle de polygone inscriptible ou parfois de polygone cyclique. Les sommets sont alors cocycliques, c'est-à-dire situés sur un même cercle. Si le polygone n'est pas aplati, ce cercle est unique et son centre est le point de concours des médiatrices des côtés.
Un polygone n'a pas nécessairement de cercle circonscrit, mais les triangles, les rectangles et les polygones réguliers sont tous inscriptibles.

Cercles circonscrits à des triangles.

## Cas particuliers

### Triangle

Notations usuelles dans un triangle quelconque.

Tout triangle non aplati est inscriptible.
Rayon du cercle
On considère un triangle non plat ABC, où les angles sont désignés par les minuscules grecques et les côtés opposés aux angles par la minuscule latine correspondante :
- a = BC et α, l'angle formé par [AB] et [AC] ;
- b = AC et β, l’angle formé par [BA] et [BC] ;
- c = BA et γ, l’angle formé par [CA] et [CB].

R est le rayon du cercle circonscrit, S l'aire du triangle ABC.
Alors, d'après la loi des sinus, on a :
{\displaystyle \,{\frac {a}{\sin \alpha }}={\frac {b}{\sin \beta }}={\frac {c}{\sin \gamma }}={\frac {abc}{2S}}=2R.}
Ce qui permet de déterminer le rayon du cercle circonscrit :
{\displaystyle R={\frac {a}{2\sin \alpha }}={\frac {BC}{2\sin {\widehat {BAC}}}}.}

#### Triangle rectangle
- Le cercle circonscrit à un triangle rectangle a la particularité d'admettre pour diamètre l'hypoténuse de ce triangle rectangle. Le centre du cercle circonscrit se trouve donc au milieu de l'hypoténuse. Son rayon vaut :

{\displaystyle R={{\text{hypotenuse}} \over 2}={{\sqrt {{\text{cote oppose}}^{2}+{\text{cote adjacent}}^{2}}} \over 2}.}
- Tout triangle inscrit dans un cercle et dont le plus long côté est un diamètre de ce cercle est un triangle rectangle, d'après le théorème de Thalès sur le cercle.

Remarque : avec ces notations, une équation barycentrique du cercle circonscrit à ce triangle est
{\displaystyle a^{2}YZ+b^{2}ZX+c^{2}XY=0}.

#### Triangle tangentiel
Pour un triangle ABC, de cercle circonscrit (c), les tangentes à (c) en A, B, C forment un triangle T1T2T3 dit tangentiel de ABC.
Les symédianes joignent les sommets du triangle aux sommets du triangle tangentiel.
Elles sont concourantes et leur point de concours est le point de Lemoine.

### Quadrilatère

Figure du théorème de Ptolémée.

Un quadrilatère est inscriptible si, et seulement si, deux angles opposés sont égaux ou supplémentaires :
- un quadrilatère croisé est inscriptible si, et seulement si, deux angles opposés sont égaux.
- un quadrilatère convexe est inscriptible si, et seulement si, deux angles opposés sont supplémentaires.

Théorème de Ptolémée : un quadrilatère convexe est inscriptible si, et seulement si, le produit des longueurs des diagonales est égal à la somme des produits des longueurs des côtés opposés

#### Rectangle
Tout rectangle (et donc tout carré) possède un cercle circonscrit dont le centre se trouve à l'intersection de ses diagonales, et dont le rayon vaut, comme pour le triangle rectangle :
{\displaystyle R={{\sqrt {{\text{Longueur}}^{2}+{\text{largeur}}^{2}}} \over 2}\,}
Pour le cas du carré, Longueur = largeur donne :
{\displaystyle R={{\sqrt {{\text{Longueur}}^{2}+{\text{Longueur}}^{2}}} \over 2}={\text{Longueur}}\cdot {{\sqrt {2}} \over 2}\,}
Cette propriété dérive de celle du triangle, par symétrie.

#### Losange
Un losange qui n'est pas un carré ne possède pas de cercle circonscrit.

#### Parallélogramme
Un parallélogramme qui n'est pas un rectangle ne possède pas de cercle circonscrit.

### Hexagone régulier
L'hexagone régulier est circonscrit par un cercle de rayon mesurant la longueur d'un côté.
Cette propriété permet de tracer facilement un hexagone régulier avec une règle et un compas.

## Propriétés des polygones inscriptibles
Un polygone inscriptible ayant un nombre impair de côtés a tous ses angles égaux si et seulement s'il est régulier. 
Un polygone inscriptible ayant un nombre pair de côtés a tous ses angles égaux si et seulement si les longueurs des côtés sont égales de deux en deux (par exemple les côtés numérotés 1, 3 , 5... sont de même longueur, et de même les côtés 2, 4, 6... ).
Pour un polygone inscriptible ayant un nombre pair de côtés, les deux sommes des angles de deux en deux sont égales, (autrement dit, la somme des premier, troisième, cinquième, etc. angles est égale à celle du deuxième, quatrième, sixième, etc.). On peut le démontrer par récurrence à partir du cas n = 4, en notant que pour passer du cas n  au cas n + 2, on remplace un côté par trois nouveaux côtés ; ces quatre segments formant un quadrilatère inscriptible (vérifiant lui-même la propriété), les nouvelles sommes de deux en deux viennent s'ajouter aux sommes de deux en deux précédentes des angles du n-gone.
Étant donné un polygone à n côtés inscrit dans un cercle, et un polygone à n côtés dont chaque côté est tangent à ce cercle en un des sommets du polygone inscrit, pour tout point P du cercle, le produit des distances de P aux côtés du premier polygone est égal au produit des distances de P aux côtés du second.

## Le cercle circonscrit dans la culture
Dans le roman Anéantir de Michel Houellebecq, le personnage Durand déclare : « Par deux points quelconques, on peut toujours faire passer un cercle ; mais ce n'est en général pas le cas des ensembles de trois points : une petite minorité seulement », méconnaissant l'inscriptibilité de tous les triangles non aplatis (« ensembles de trois points »).